# Piotr Czajkowski
Piotr Iljicz Czajkowski (ros. Пётр Ильич Чайковский, ur. 25 kwietnia?/7 maja 1840 w Wotkińsku, zm. 25 października?/6 listopada 1893 w Petersburgu) – rosyjski kompozytor, którego twórczość wywarła silny wpływ na dalszy rozwój muzyki rosyjskiej.
Studiował między innymi pod kierunkiem Antona Rubinsteina i N.I. Zaremby. Ukończył konserwatorium w Petersburgu w 1866 r. W następnym roku został profesorem teorii muzyki w konserwatorium w Moskwie. Na tym stanowisku pozostał 11 lat, był to okres dużej aktywności twórczej Czajkowskiego. Powstałe wówczas kompozycje świadczą o dojrzewaniu indywidualnego stylu kompozytora. Kryzys psychiczny związany z nieudaną próbą założenia rodziny spowodował wyjazd Czajkowskiego na dłuższy czas za granicę. W latach 1877–1878 w Szwajcarii ukończył pracę nad dwoma dziełami: Symfonią f-moll i operą liryczną Eugeniusz Oniegin według poematu A. Puszkina. Pomoc materialna zaprzyjaźnionej z kompozytorem mecenas sztuki, Nadieżdy von Meck, umożliwiła mu poświęcenie się wyłącznie pracy twórczej. W latach 1880–1890 ugruntowała się sława kompozytora, który jako dyrygent odbył tournée koncertowe po wielu krajach Europy. Na Uniwersytecie Cambridge otrzymał tytuł doktora honoris causa.
Muzyka Czajkowskiego odznaczająca się doskonałością rzemiosła, łączy osiągnięcia zachodniej techniki kompozytorskiej z pierwiastkami narodowymi. Uprawiał przede wszystkim gatunki muzyki symfonicznej i scenicznej (balety, opery). Twórczość symfoniczna Czajkowskiego jest przykładem połączenia romantycznych założeń programowych z klasycystyczną jasnością formy.

## Życiorys

### Pochodzenie
Pradziadek ze strony ojca Piotra Czajkowskiego, XVIII-wieczny kozak Fedir Opanasowycz Czajka mieszkał we wsi Mikołajówka w obwodzie połtawskim. Nazwisko rodowe zostało później zmienione z Czajka (Чайка) na Czajkowski (Чайковский). Z racji pochodzenia po mieczu, Czajkowski bywa nazywany „rosyjskim kompozytorem ukraińskiego pochodzenia”. Syn Fedira nosił imię Piotr i najpierw studiował w seminarium duchownym w Kijowie, ale później otrzymał wykształcenie medyczne w Sankt Petersburgu. Od 1770 do 1777 służył jako pomocnik lekarza w wojsku. Ostatecznie znalazł się na Uralu i tam w 1776 ożenił się z Anastazją Posochową. W 1785 został wpisany (jako członek szlachty bezrolnej) do rejestru szlacheckiego ustanowionego przez Katarzynę Wielką. Zrezygnował ze służby medycznej i pod koniec życia pełnił urząd gubernatora miasta Głazowa w obwodzie wiackim. Piotr Fedorowicz Czajkowski miał dziewięcioro dzieci, z których jednym był ojciec kompozytora Ilja (1795–1880), który po ukończeniu ze srebrnym medalem studiów górniczych w Sankt Petersburgu piastował kilka stanowisk dydaktycznych i administracyjnych, niektóre z nich w północno-wschodniej Rosji. W 1827 roku poślubił Marię Kaiser (mieli z tego związku córkę, Zinajdę), która zmarła jednak trzy lata później.

### Dzieciństwo
W 1833 roku Ilja Pietrowicz Czajkowski poznał i poślubił pochodzącą z Drezna Aleksandrę Andriejewnę Assier, która była córką francuskiego emigranta. Ilja Pietrowicz, który był inżynierem pracującym na stanowisku inspektora rosyjskich kopalń, w 1837 został kierownikiem fabryki w Wotkińsku, gdzie funkcjonowała założona w 1758 r. huta żelaza. W 1840 roku urodził się im syn, któremu po dziadku Ilji dali imię Piotr. Rodzice zapewnili młodemu Piotrowi Iljiczowi najbardziej typowy na owe czasy start w życie, posyłając go najpierw do szkoły z internatem, a później na uniwersytet, po ukończeniu którego miał zostać prawnikiem.
Dzieciństwo Czajkowskiego upłynęło na pozór bezkonfliktowo, ale już wtedy dały o sobie znać wewnętrzne problemy, utrudniające nawiązywanie kontaktów z otoczeniem. W wieku ośmiu lat został wysłany do internatu.

### Edukacja muzyczna
Pierwsze studia muzyczne Czajkowski rozpoczął jesienią 1861 r. w klasach muzycznych, zorganizowanych przez Antona Rubinsteina przy Rosyjskim Towarzystwie Muzycznym. Rok później, we wrześniu 1862 r., zostało otwarte konserwatorium w Petersburgu, gdzie Czajkowski podjął regularne studia muzyczne pod kierunkiem Rubinsteina i Zaremby. W następnym roku zrezygnował z pracy w ministerstwie i poświęcił się całkowicie muzyce. Studia ukończył ze srebrnym medalem w 1865 r. Jego pracę dyplomową stanowiła kantata oparta na schillerowskiej Odzie do radości. Już kilka miesięcy później podjął pracę dydaktyczną w Konserwatorium Moskiewskim. W 1867 r., na bankiecie zorganizowanym w konserwatorium z okazji wizyty wielkiego kompozytora francuskiego, Hectora Berlioza Czajkowski wygłosił mowę, w której podkreślił jak wiele muzyka rosyjska zawdzięcza Francuzom.

### Dojrzałość
Życie Czajkowskiego pełne było sprzeczności. Utrzymywał kontakty ze znakomitymi kompozytorami swojej epoki – Borodinem, Rimskim-Korsakowem, Musorgskim – ale nie czuł się jednym z nich. Twierdząc, że atmosfera Rosji go przytłacza, wiele podróżował – zawsze jednak powracał do kraju.
W 1861 r. odbył swoją pierwszą podróż za granicę. Jako sekretarz i tłumacz inżyniera W. Pisariewa zobaczył Berlin, Hamburg, Antwerpię, Brukselę, Ostendę i Londyn. Miejsca te jednak nie wywarły na nim tak wielkiego wrażenia, jak odwiedzony na zakończenie podróży Paryż. W tamtym czasie Czajkowski pracował w Ministerstwie Sprawiedliwości w Petersburgu na stanowisku radcy tytularnego. Wiosną 1891 r. Czajkowski wyruszył w swoją najdalszą podróż: do Nowego Jorku.
Pobyt Czajkowskiego i jego młodszego brata, Modesta, w Paryżu w 1876 r. okazał się bardzo ważny dla rozwoju artystycznego kompozytora. Szczególnie silne wrażenie wywarła na nim rok wcześniej wystawiona po raz pierwszy opera Carmen. Jego obsesyjna wręcz fascynacja przesyconą erotyzmem tragedią zaniepokoiła Modesta, który zabrał brata na wypoczynek do Vichy. Właśnie Carmen miała wywrzeć wpływ na dwa dzieła, które Piotr zaczął pisać rok później: IV Symfonię i Eugeniusza Oniegina – pierwszej jego opery opartej na utworze Aleksandra Puszkina.
Po powrocie z Vichy bracia udali się do Bayreuth w Niemczech. Odbywał się tam w tym czasie festiwal wagnerowski, który do dziś corocznie jest wielkim wydarzeniem muzycznym i teatralnym. Czajkowski spotkał się tam z Lisztem i Wagnerem.
Po powrocie do Moskwy Czajkowski popadł w głęboką depresję. Pomoc nadeszła ze strony wdowy Nadieżdy von Meck, której mąż zrobił fortunę na rosyjskich kolejach żelaznych.
Nadieżdę von Meck oczarowała muzyka Czajkowskiego. Utwór, który napisał dla niej, stał się powodem nawiązania korespondencji trwającej blisko 13 lat, w ciągu których dwoje przyjaciół wymieniło około 1100 listów, wysyłanych niekiedy po trzy lub cztery dziennie. Związek ten istniał jedynie na papierze, co znakomicie odpowiadało Czajkowskiemu.
Tymczasem Czajkowski zdobywał popularność jako kompozytor, spotykając się na przemian z entuzjastycznym przyjęciem publiczności i surowymi ocenami krytyków.
W roku 1877, w wieku trzydziestu siedmiu lat, niespodziewanie otrzymał list od nieznajomej kobiety, Antoniny Iwanowny Milukowej, rozmiłowanej w jego muzyce. Antonina zasypywała Czajkowskiego namiętnymi listami i groziła samobójstwem, jeżeli mistrz nie zgodzi się na spotkanie. Ich ślub odbył się 6 lipca tego samego roku. Małżeństwo okazało się katastrofą. Już we wrześniu Czajkowski powrócił do Moskwy w bardzo złej kondycji psychicznej. Rozstrój nerwowy był tak silny, że kompozytor usiłował popełnić samobójstwo. W październiku, po decyzji o separacji oraz po kilku konsultacjach z lekarzami, wraz z bratem Anatolijem wyjechał za granicę, tym razem do Szwajcarii.
W Clarens nad Jeziorem Genewskim, odzyskał spokój i na początku 1878 r. napisał Koncert skrzypcowy D-dur, a niedługo potem we Włoszech dokończył IV Symfonię. Mógł sobie na te podróże pozwolić, jak również zrezygnować z uczenia w Konserwatorium Moskiewskim, ponieważ jego gorąca wielbicielka Nadieżda von Meck zaoferowała mu w 1877 r. roczną pensję w wysokości 6000 rubli, pod warunkiem, że nigdy nie dojdzie między nimi do spotkania. Suma ta równałaby się dzisiaj około 54 000 dolarów, a zatem pozwoliłaby artyście na prowadzenie życia na przyzwoitym poziomie. Jesienią wrócił na krótko do Moskwy, a przed końcem roku przybył ponownie do Włoch. Bardzo lubił tu przebywać, zarówno ze względu na urodę krajobrazu, jak i na bogatą kulturę tego kraju.
W ciągu kolejnych 14 lat życia, Czajkowski nieustannie podróżował – po kraju rodzinnym (odwiedzał licznych krewnych i przyjaciół), jak i za granicą. Jazda pociągiem z Rosji do Europy Zachodniej zabierała w tamtym czasie wiele dni i była bardzo wyczerpująca, co Czajkowskiego nie zrażało. Podróżował zresztą nie tylko pociągiem: w końcu kwietnia 1886 r. z Batumi wyruszył statkiem przez Morze Czarne i Adriatyk do Marsylii. W 1889 r. po odbyciu trasy koncertowej po Niemczech i Anglii powrócił do Rosji statkiem przez Morze Śródziemne i Konstantynopol (obecnie Stambuł).
Większość najlepszych dzieł Piotra Iljicza Czajkowskiego powstała właśnie za granicą, m.in. Dama pikowa skomponowana na początku 1890 r. Podróże umożliwiały mu poznawanie innych muzyków. W 1889 r. w Hamburgu spotkał Johannesa Brahmsa, lecz mimo że polubił go jako człowieka, jego muzyka wydała mu się zbyt ponura. Gustom muzycznym Piotra bardziej odpowiadała twórczość artystów poznanych w Paryżu, m.in. Camille’a Saint-Saënsa, Charles’a Gounoda czy Jules’a Masseneta.
W 1881 r., kompozytor rozwiódł się, jednak swoją wolność opłacił kilkoma załamaniami nerwowymi, a Antonina po odbyciu kilku romansów trafiła do azylu dla obłąkanych.
Czajkowski należał do twórców bardzo systematycznych. Obce mu było częste przekleństwo artystów – wieczny brak natchnienia. Dla niego, jak mawiał, „Muza pracowała 24 godziny na dobę”. Każdego ranka najpóźniej o 9:30 zasiadał do fortepianu. Wczesnym popołudniem wybierał się na przechadzkę, aby przemyśleć efekty porannej pracy, po czym wracał, by wprowadzić do utworów stosowne poprawki. Kończył dzień grą w karty i szklaneczką whisky na sen. Ten zwyczaj, jak twierdził, utrzymywał go w formie. W 1890 r. ciężko przeżył nagłe zakończenie korespondencji z Madame von Meck, która, przekonana o własnym bankructwie, nieoczekiwanie wstrzymała pensję i zerwała z przyjacielem wszelki kontakt.
Sława Czajkowskiego dotarła do Ameryki, dokąd w maju 1891 r. został zaproszony na cykl koncertów, na których miał dyrygować swoimi utworami. Na pokładzie statku transatlantyckiego mocno cierpiał na chorobę morską, ale przyjęcie, jakie mu zgotowano w Nowym Jorku, pozwoliło na szybkie zapomnienie o niedogodnościach podróży. Po czterech koncertach w Nowym Jorku Czajkowski udał się do Baltimore, Waszyngtonu i Filadelfii. Wszędzie witano go owacyjnie, a wielbiciele jego talentu domagali się licznych autografów.
Ostatnią podróż za granicę kompozytor odbył do Anglii w maju 1893 r., gdzie miał dyrygować kolejnymi koncertami, m.in. IV Symfonią. Otrzymał tam honorowy tytuł doktora h.c. University of Cambridge. Cieszył się z aplauzu, z jakim go przyjmowano, lecz – jak zauważyli jego przyjaciele – wyglądał na bardzo zmęczonego i z widoczną radością powrócił do Rosji.
Współcześni mu twierdzili, że Piotr Czajkowski nie należał do postaci wzbudzających sympatię. Przyjaciół zrażał jego krytycyzm, przy czym najbardziej przykre uwagi mistrz zarezerwował dla innych kompozytorów. Händla uważał za twórcę „drugiej kategorii... nawet nie interesującego”, a Richarda Straussa cechował jego zdaniem „zdumiewający brak talentu”. Nie lubił też muzyki Wagnera. Doceniał jego talent instrumentacyjny, jednak zarzucał jego dramatom awokalność, monotonię i sztuczność fabuły. Tetralogię Pierścień Nibelunga nazywał dziełem „nudnym i niezrozumiałym”, chociaż jednocześnie uznawał je „za jedno z największych przedsięwzięć muzycznych”.

### Śmierć kompozytora

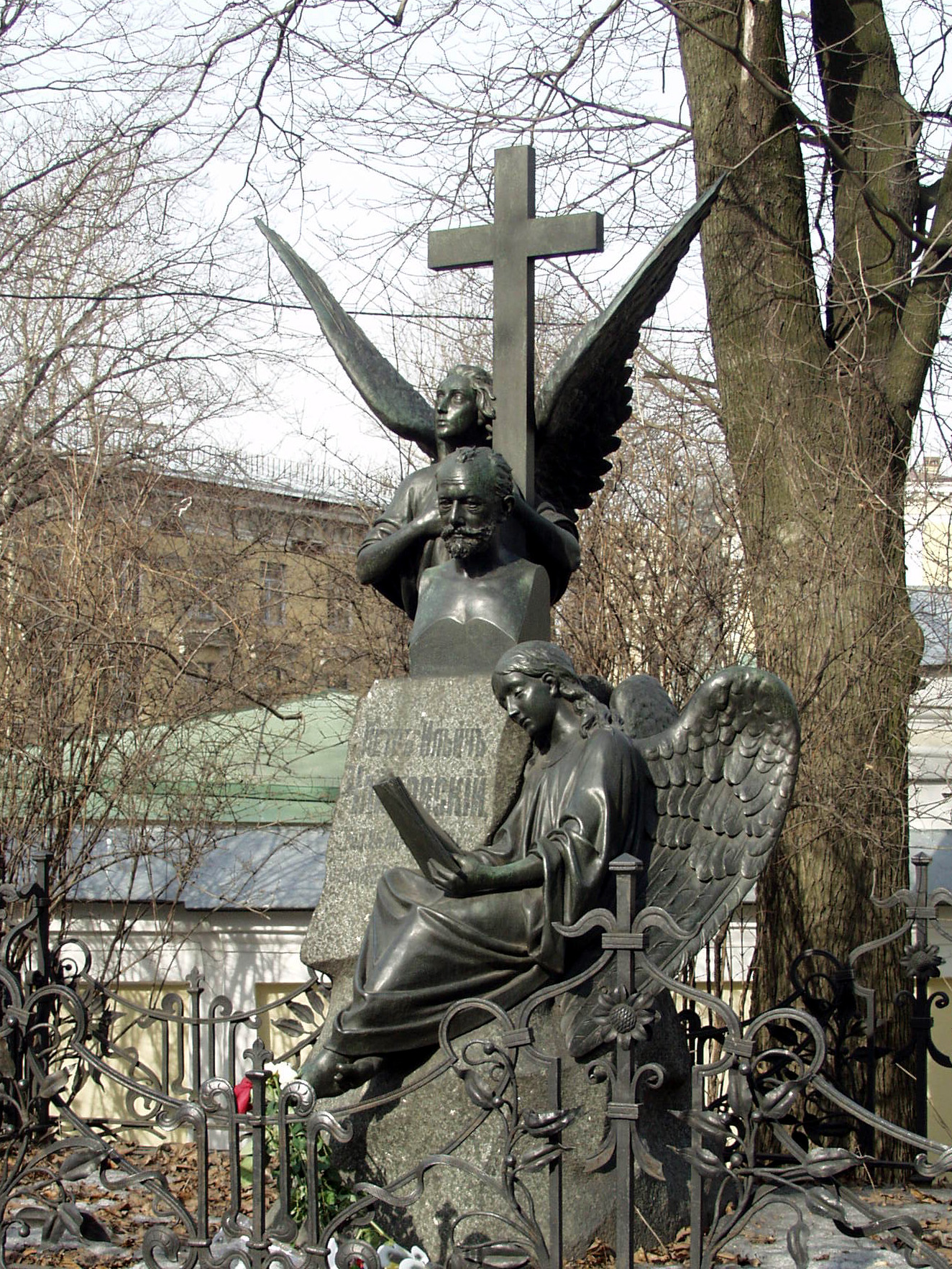
Grób kompozytora na cmentarzu Ławry Aleksandra Newskiego w Petersburgu

Czajkowski zmarł w wieku 53 lat 25 października?/6 listopada 1893 roku, w Petersburgu, gdzie został pochowany.
Oficjalna przyczyna jego śmierci to cholera. Muzykolog David Brown oraz pisarz Anthony Holden podają jednak, że powodem śmierci artysty było „wymuszone samobójstwo” wynikające z lęku przed ujawnieniem własnej orientacji seksualnej po tym, jak Piotr Czajkowski zainteresował się młodym arystokratą hrabią Stenbok-Fermor. Romans ten miał być odkryty przez stryja hrabiego. Z obawy przed ujawnieniem Piotr miał popełnić samobójstwo na podstawie wyroku orzeczonego przez sąd honorowy.
Anthony Holden w książce Piotr Czajkowski. Tragiczny i romantyczny pisze:
W 1893 roku (...) Czajkowski zawarł znajomość z przystojnym, młodym szlachcicem, którym według późniejszych ustaleń był Aleksander Władimirowicz Stenbok-Fermor, osiemnastoletni bratanek hrabiego Aleksieja Aleksandrowicza Stenbok-Fermora, bliskiego przyjaciela cara. To, co nastąpiło, jako żywo przypomina dramat, który miał się rozegrać w Anglii rok później, kiedy to John Sholto Douglas, ósmy markiz Queensberry, ujawnił przyjaźń Oscara Wilde’a ze swoim synem, lordem Alfredem Douglasem („Bosie”) – przyczyniając się w ten sposób do ruiny, wygnania, a w końcu śmierci Wilde’a.
Oburzony hrabia napisał list do cara, skarżąc się na zachowanie Czajkowskiego, który wręczył najznamienitszemu prawnikowi, jakiego znał, Nikołajowi Jacobiemu. Tak się złożyło, że Jacobi był uczniem Szkoły Prawoznawstwa w tym samym czasie, co kompozytor, chodzili nawet do jednej klasy. Prawnik, zapoznawszy się z treścią listu, najwyraźniej bardziej się przejął tym, że skandal zaszkodzi opinii ich alma mater, niż ukochanemu przez Rosję – i cieszącemu się międzynarodową sławą – „narodowemu kompozytorowi”.
Dla Jacobiego, według słów Wojtowa, „honor szkolnego munduru był święty”. Prawnik natychmiast zwołał w swym domu w Carskim Siole „sąd honorowy”, w skład którego weszli wszyscy szkolni koledzy Czajkowskiego, mieszkający wówczas w Petersburgu. Cała ósemka, łącznie z kompozytorem, przez pięć godzin naradzała się za zamkniętymi drzwiami. Potem Czajkowski wyszedł „pospiesznie z gabinetu... niemal biegł... nic nie mówił, był bardzo blady i poruszony” – według słów pani Jacobi. „Sąd” oświadczył Czajkowskiemu, że tylko w jednym wypadku mogą nie przekazać listu hrabiego carowi. Zażądali, by odebrał sobie życie. „Czajkowski zgodził się z tą decyzją” i „dzień czy dwa później Petersburg obiegła wiadomość o śmiertelnej chorobie kompozytora”.

## Odznaczenia
23 lutego?/6 marca 1884 roku został uhonorowany przez cara Orderem Świętego Włodzimierza IV klasy.

## Ogólna charakterystyka utworów symfonicznych Czajkowskiego
Twórczość symfoniczna stanowi najważniejszy – obok opery – rozdział w działalności kompozytorskiej Czajkowskiego. Symfonie, uwertury programowe, suity i koncerty instrumentalne pisał kompozytor od początku swej drogi twórczej aż do jej ostatniego etapu.
Najwcześniejszymi utworami symfonicznymi są młodzieńcze uwertury, powstałe krótko po ukończeniu Petersburskiego Konserwatorium. Pierwszy z nich to programowa uwertura Burza, powstała z inspiracji Czajkowskiego dramatem Ostrowskiego o tym samym tytule. Kompozytor po raz pierwszy zmierzył się tu z gatunkiem muzyki symfonicznej. Forma uwertury skorelowana jest z programem literackim dramatu, oddaje nastrój poszczególnych jego scen. W obrębie środków muzycznych pojawiają się elementy, którymi operował Czajkowski w późniejszej twórczości: przytaczanie i twórcze rozwijanie pieśni ludowej (Ischodiła mładieńka) oraz wprowadzenie szerokiego, pełnego liryzmu tematu miłości. Krótko po Burzy powstały dwie nieprogramowe uwertury: F-dur i c-moll. Uwertura c-moll wykorzystuje częściowo tematykę początkowego fragmentu Burzy; Uwertura F-dur (wykonana pod kierunkiem Nikołaja Rubinsteina) zdobyła sobie uznanie słuchaczy, zaś szczególną uwagę zwrócił na nią Bałakiriew.
Pierwsze trzy symfonie stanowią odrębną od kolejnych trzech grupę. Kompozytor często sięgał w nich do materiału ludowego, cytowanego i przetwarzanego w sposób podobny do stylu Potężnej Gromadki, lub też kształtowanego na sposób ludowy. Już w pierwszej symfonii uwidacznia się zamiłowanie Czajkowskiego do rytmów tanecznych, w szczególności walca. Każde następne dzieło jest poszukiwaniem w zakresie możliwości techniczno-formalnych; każde też wytycza pewne drogi i wskazuje idee, które stają się wyznacznikiem dla symfonii późniejszych.
W nurcie programowym wcześnie pojawia się zainteresowanie kompozytora tematem nieubłaganego fatum, losu, który determinuje życie człowieka, a z którym jednocześnie trzeba walczyć. Przejawem tego jest fantazja symfoniczna Fatum, w swej konstrukcji oparta formie sonatowej z trzema tematami, skontrastowanymi wyrazowo. Temat losu przechodzi w energiczny temat główny, po którym następuje rytmiczny i ożywiony temat poboczny utrzymany w duchu ludowym.
Podczas gdy Fatum stanowi odzwierciedlenie odczuć i poglądów samego Czajkowskiego, kolejne uwertury są wyrazem fascynacji kompozytora dramatami Szekspira oraz poematami Dantego i Mickiewicza. Nie odmalowują one dosłownie wątku fabularnego dzieł literackich; skupiają się raczej na przekazaniu przeżyć, emocji i konfliktów.
W ten sposób problem nienawiści dwóch rodów w połączeniu z miłością wywodzących się z nich kochanków staje się główną myślą uwertury – fantazji Romeo i Julia. Utrzymana jest ona w formie sonatowej, poprzedzonej wolną, chorałową introdukcją. Konflikt tematyczny rozgrywa się w przeciwstawieniu burzliwego tematu wrogości i przesyconego uczuciem tematu miłości, o którym Rimski-Korsakow pisał: „co za niewysłowione piękno, co za gorąca namiętność; to jeden z najlepszych tematów w całej muzyce rosyjskiej”. Najważniejszą rolę w przetworzeniu odgrywa temat wrogości, silnie rozwijany, splatany z melodią wstępu. Całą uwerturę kończy epilog, oparty na zmienionym temacie miłości.
Zaczerpnięty z Szekspira temat do fantazji symfonicznej Burza zaproponował Czajkowskiemu krytyk muzyczny Władimir Stasow. Zwrócił on uwagę na szerokie możliwości rozwoju muzycznego tkwiące w tematyce podróży morskiej. Fantazja ta cechuje się większą niż poprzednie uwertury ilustracyjnością. Forma podporządkowana jest pozamuzycznemu przebiegowi wydarzeń; jakkolwiek jest raczej swobodna, wykazuje również pewne cechy formy sonatowej. Uwidaczniają się one w przeciwstawieniu tematu burzy i tematu miłości oraz w obecności wewnętrznego scherza na kształt przetworzenia. Burza rozwija się według planu: Morze, Burza, Temat miłości, Ariel i Kaliban, Temat miłości, Burza namiętności, Morze, ukształtowana jest więc symetrycznie.
Kolejna fantazja symfoniczna, Francesca da Rimini, oparta jest na przywołanej z Boskiej Komedii historii. Francesca ukarana zostaje piekłem za miłość do brata swojego męża; ukochany towarzyszy jej w otchłaniach piekielnych. Także tutaj, podobnie jak w uwerturze Romeo i Julia, współistnieją dwie siły: zła i miłości. Rozgrywają się one wewnątrz skróconej formy sonatowej. Wolny wstęp obrazuje posępny krajobraz piekła, w którego progi wstępuje Dante; w dalszej części rozbrzmiewa opowiadanie Franceski, ujęte w symetryczną formą z wariacyjnymi częściami skrajnymi i liryczną środkową. Fantazję wieńczy pełna dramatyzmu koda.
Po raz kolejny sięgnął Czajkowski do tematyki szekspirowskiej w uwerturze – fantazji Hamlet. Utrzymana w swobodnej, poszerzonej o wstęp i epilog formie sonatowej, staje się uwertura mrocznym i pełnym dramatyzmu świadectwem walki człowieka z nieuchronnym przeznaczeniem. Motywy losu przenikają wstęp; w dalszej części zdecydowany temat Hamleta przeciwstawiony jest lirycznej, smutnej melodii tematu drugiego. Przetworzenie rozwija temat Hamleta, który – w zmienionej formie – stanowi podstawę dla zakończenia będącego marszem żałobnym.
Ballada symfoniczna Wojewoda nawiązuje tematycznie do wiersza Mickiewicza. Chociaż pod względem formalnym odbiega od poprzednich uwertur (jest swobodnym połączeniem dwóch różnych epizodów i epilogu), to wykazuje pokrewieństwo z nimi w zakresie problematyki. Sposób kształtowania przebiegu muzycznego i zastosowane środki techniki kompozytorskiej koncentrują się z jednej strony na przedstawieniu wzburzenia i zazdrości starego wojewody, z drugiej zaś – na oddaniu pełnej uczucia sceny miłosnej.
Do pracy nad symfonią programową Manfred przystąpił Czajkowski za namową Bałakiriewa. W wyniku kilkumiesięcznej pracy powstało czteroczęściowe dzieło, którego program dotyczy cierpień Manfreda, jego wędrówek i marzeń o ukochanej, utraconej Astarcie. Pierwsza część symfonii przez obecność przeciwstawnych tematów nasuwa skojarzenia z formą sonatową. Brakuje w niej jednak rozwoju i przetwarzania myśli tematycznych. Drugą część stanowi ruchliwe i wirtuozowskie scherzo z kantylenowym ogniwem środkowym; trzecią – pastorale. Całość kończy dramatyczny, burzliwy finał, cytujący sekwencję Dies irae.
Trzy ostatnie symfonie Czajkowskiego stanowią zupełnie odmienną od trzech pierwszych grupę, jakkolwiek noszą ich znamiona i rozwijają pewne pomysły w nich zawarte. Silnie nasycone dramatyzmem, wykazują tendencje do rozluźniania formy sonatowej oraz łączenia całego cyklu wspólnym materiałem. Ponownie kompozytor zmagał się z ideą nieubłaganego fatum, którego motyw pojawia się w IV i V Symfonii.
IV Symfonię f-moll zadedykował Czajkowski „memu najlepszemu przyjacielowi” – Nadieżdzie von Meck. Jej też w jednym z listów ujawnił program symfonii, o którym wcześniej ogólnikowo wspomniał Taniejewowi: „Symfonia moja naturalnie jest programowa, ale program ten jest taki, że wypowiedzieć go słowami nie sposób. (...) W istocie moja symfonia jest naśladowaniem piątej Beethovena; to znaczy – naśladowałem nie jego myśli muzyczne, ale zasadnicze idee”. Tymczasem, program nakreślony pani von Meck wskazuje na niezwyciężone fatum ciążące nad człowiekiem, które nie pozwala mu cieszyć się szczęściem (część pierwsza). Część druga wyrażać ma „fazę tęsknoty, owo melancholijne uczucie, które ogrania cię wieczorem, gdy siedzisz sam”, natomiast „kapryśne arabeski, nieuchwytne obrazy, które przemykają w wyobraźni, (...) chaotyczne obrazy, które przemykają w głowie, gdy zasypiasz” są treścią części trzeciej. Finał obrazuje święto ludowe, pełne radości i zabawy, przerwanej jednak przez powracające, nie dające się uciszyć fatum.
Wyrazisty, punktowany temat fatum otwiera introdukcję pierwszej części symfonii, powracając później kilkakrotnie w dalszym toku przebiegu muzycznego. Forma sonatowa oparta jest na dwóch tematach zbliżonych w swym charakterze: westchnieniowym, utrzymanym w rytmie walca oraz melancholijnym z nutą rezygnacji. W przetworzeniu znaczącą rolę odgrywa znów motyw fatum, zaś temat pierwszy zostaje poddany tak silnym przemianom, że repryza zaczyna się dopiero od drugiego tematu. W tej części po raz pierwszy kompozytor w zdecydowany sposób rozsadza schematyzm formy sonatowej, podporządkowując go dramaturgicznemu układowi toku muzycznego.
Kantylenowa część druga przeniknięta jest intonacjami ludowymi, uzyskanymi dzięki skameralizowanej obsadzie i stosunkowo rzadkiej fakturze: na tle akompaniamentu rozwija się śpiewna melodia oboju, a następnie skrzypiec. Żywe ogniwo środkowe nosi znamiona taneczne.
Podstawowym elementem kształtującym scherzo są ruchliwe przebiegi smyczków pizzicato. Środkowy człon scherza przynosi kontrast fakturalny, agogiczny, artykulacyjny i wyrazowy; drobne przebiegi zastąpione zostają prostą melodią o ludowym zabarwieniu, powierzoną instrumentom dętym.
Finał symfonii oparty jest na rosyjskiej pieśni Wo pole bieriezońka stojała, która poddana została najrozmaitszym zmianom wariacyjnym. Są to w przeważającym stopniu wariacje ostinatowe, w których melodia tematu pozostaje niezmieniona, zaś przeobrażenia dokonują się na płaszczyźnie harmonicznej, fakturalnej i kolorystycznej. Forma wariacji krzyżuje się tu z rondem. W kodzie powraca temat fatum z pierwszej części; dzięki temu zabiegowi całość cyklu symfonicznego ujęta zostaje w klamry, staje się logiczną w swym następstwie dramaturgicznym całością.
Ponad dziesięć lat dzieli V Symfonię e-moll od IV, jednak i w niej motyw losu odgrywa szczególną rolę. Występuje nie tylko w ogniwach skrajnych, ale we wszystkich częściach cyklu. Pojawia się już w introdukcji części pierwszej, w innym jednak niż w IV Symfonii charakterze: miejsce nieubłaganego zdecydowania zajmuje skupiony smutek. Z motywem losu spokrewniony jest pierwszy temat; zaś śpiewny, synkopowany temat drugi wykazuje wpływy walca. Przeobrażenia tematów obecne już w ekspozycji powodują tworzenie się wyraźnych grup tematycznych, zestawianych na sposób segmentowy; przeobrażenia te w przetworzeniu ulegają intensyfikacji. Cechą charakterystyczną jest tu ponadto nagromadzenie wewnętrznych kulminacji w każdym z ogniw mikroformy. Koda przetwarza temat główny, a powracający w niej materiał wstępu doprowadza do wyciszenia i uspokojenia.
Śpiewna część druga zbudowana jest w oparciu o dwa szerokie tematy, które po wprowadzeniu rozwijają się z wariacyjno-figuracyjnym akompaniamentem. Temat drugi dzięki specyficznej fakturze, kolorystyce i sposobie kształtowania wpisuje się w ten krąg tematów, które w uwerturach Czajkowskiego nazywane są tematami miłości. Liryczna myśl muzyczna staje się podstawą dla środkowego członu części drugiej. Wprowadzenie przed kodą dramatycznego motywu losu z części pierwszej przynosi kontrast wyrazowy i w czytelny sposób spaja ogniwa cyklu symfonicznego. 
Spokojny i płynny, klasyczny w budowie walc w części trzeciej przynosi uspokojenie i odpoczynek. Jednak i tutaj w końcowym fragmencie powraca temat losu. Przetworzony, utrzymany w trybie durowym, staje się on podstawą rozwoju finału. Zabieg ten, w połączeniu z pojawieniem się drugiego tematu tanecznego powoduje, iż idea losu przestaje jawić się jako ponura i nieuchronna, staje się natomiast pełna radości i majestatyczna. Finał stanowi swego rodzaju apoteozę; cechuje go przejrzysta, choć gęsta faktura, logiczny przebieg dramaturgiczny i uroczysty charakter.
VI Symfonia h-moll to ostatnie dzieło Czajkowskiego, ukończone na kilka miesięcy przed jego śmiercią. Przejmująca i pełna subiektywnej ekspresji, określona została przez Modesta Vakara jako „patetyczna”. Sam kompozytor pisał o niej: „przyszła mi myśl o innej symfonii, tym razem programowej, ale z takim programem, który pozostaje dla wszystkich zagadką – niech się domyślają”. Temat główny pierwszej części rodzi się powoli z pojedynczych motywów, a zaraz po pojawieniu się we właściwej postaci ulega licznym przeobrażeniom. Grupę drugiego tematu tworzą właściwie dwie różne, śpiewne i szerokie myśli muzyczne, przedzielone burzliwym fragmentem. Z gwałtownego wybuchu na początku przetworzenia rozwija się fugato oparte na motywach pierwszego tematu. Po kulminacji następuje uspokojenie; na tle smyczków rozbrzmiewa żałobny chorał blachy So swiatymi upokoj. W repryzie wprowadza kompozytor nową myśl: na nucie pedałowej rozbrzmiewa przechodzący przez kolejne głosy krótki, wyrazisty motyw melodyczny, którego sposób przeprowadzenia powoduje narastanie emocji. Koda wycisza i uspokaja przebieg muzyczny. Część ta jest przykładem skrajnego rozsadzania formy sonatowej, która staje się rodzajem formy szeregowej złożonej z zestawianych kolejno segmentów: grup tematycznych i innych komponentów mikroformy. Poszczególne segmenty kontrastują ze sobą pod względem agogicznym, fakturalnym i materiałowym. Wewnątrz każdego z nich rozgrywa się konflikt dramatyczny: budowanie napięcia, kulminacja, rozwiązanie konfliktu, zakończenie.
Druga część VI Symfonii to pełen wdzięku i lekkości walc, utrzymany w nietypowym dla tego tańca metrum 5/4. Uczuciowy i ekspresyjny fragment środkowy oparty jest na szerokiej melodii o charakterze westchnienia, koda zaś łączy ze sobą materiał tematyczny walca i ogniwa środkowego. Pod względem budowy część druga jest klasyczna i cechuje się symetrią.
Żartobliwość i marszowość to dwie podstawowe idee przenikające trzecią część. Ruchliwe i zwiewne motywy smyczków staccato przeplatają się lub współistnieją ze żwawym, marszowym zawołaniem, obecnym w instrumentach dętych. Element marszowy zyskuje coraz większe znaczenie, ulega narastaniu, przetwarzaniu, wchłaniając ruchliwe przebiegi o charakterze scherza. Dla całego scherza typowa jest motoryka i jednolita faktura o homogenicznym brzmieniu.
Zwieńczenie Symfonii stanowi powolny, lamentacyjny finał. Mimo trzyczęściowej formy zakończonej epilogiem wykazuje on jednolitość ekspresyjną. Dramaturgia rozwija się tu bardzo powoli, pogłębia się nastrój melancholii przechodzący w rozpacz; kulminację stanowi chorał instrumentów dętych blaszanych. Całość wygasa i rozpływa się w ciszy. Część pierwsza i finał odpowiadają sobie pod względem kategorii ekspresji; stanowią ramy Symfonii Patetycznej.
Na przestrzeni niemal trzydziestu lat pracy twórczej, w zmaganiach twórczych z wieloma symfoniami, uwerturami i koncertami dokonała się ewolucja stylu symfonicznego Czajkowskiego. Ustalenie idiomu twórczego kompozytora i wyciągnięcie przed nawias cech konstytutywnych jego muzyki jest zadaniem trudnym, gdyż jego dzieła wykazują olbrzymią różnorodność. Od samego początku fascynował go zarówno nurt programowy, jak i muzyka absolutna; od ściśle ustalonych, a początkowo nawet akademickich form ewoluował w kierunku twórczego przekształcania tradycyjnych układów formalnych; w swą symfoniką wplatał żywą, obecną we współczesnym mu środowisku muzykę – pieśni i tańce ludowe, tańce salonowe, pieśni religijne. Charakterystyczną cechą jego dzieł jest szeroka, śpiewna melodyka oraz specyficzna instrumentacja – nie tak barwna jak u Rimskiego-Korsakowa, nie tak oryginalna jak u Musorgskiego, ale wysoce indywidualna, eksponująca ciemne barwy wiolonczel, fagotów i niskich rejestrów klarnetu. Programowość jego uwertur nie jest dosłownie ilustracyjna, przedstawia natomiast wybrane momenty oraz stany emocjonalne; niektóre symfonie noszą w sobie ukrytą, zawoalowaną programowość, której śladem stają się nadane przez kompozytora tytuły czy bezpośrednie wypowiedzi dotyczące programu (Symfonie:I, IV, VI).

## Ważniejsze kompozycje
- Opery
  - Wojewoda (Moskwa 1868)
  - Oprycznik (Petersburg 1874)
  - Kowal Wakuła (Petersburg 1876)
  - Eugeniusz Oniegin (Moskwa 1879)

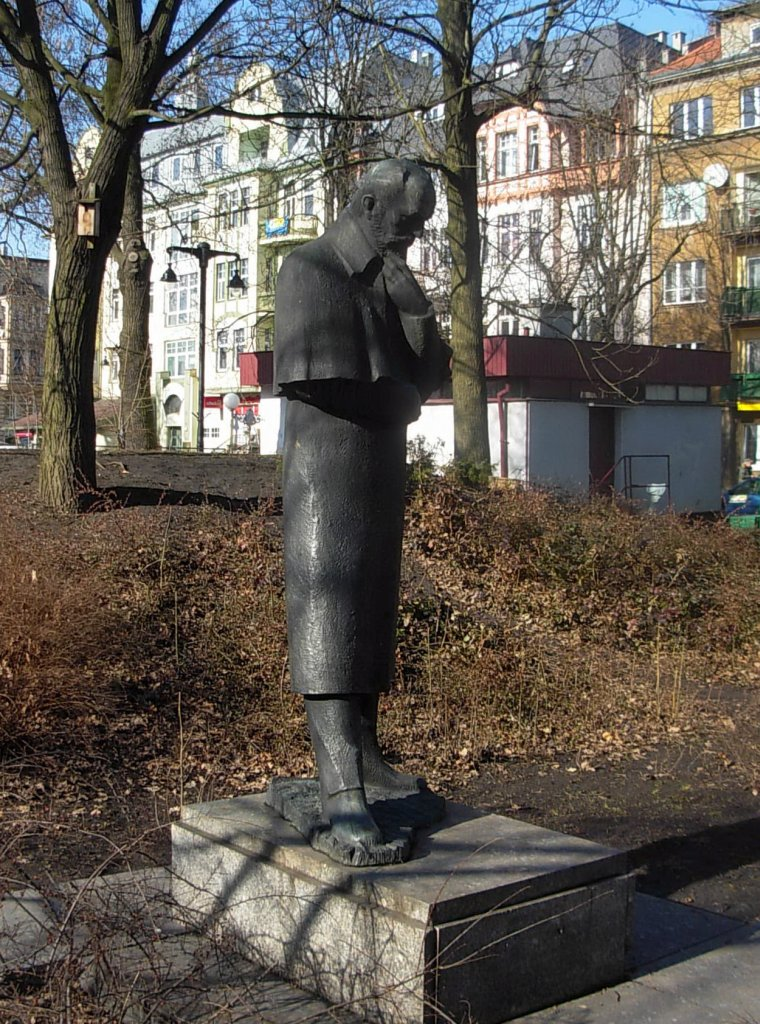
Pomnik Piotra Czajkowskiego w Bydgoszczy (w otoczeniu Filharmonii Pomorskiej jako jeden z posągów galerii pomników kompozytorów i wirtuozów)

  - Dziewica Orleańska (Petersburg 1881)
  - Mazepa (Moskwa 1884)
  - Trzewiczki (gruntowna rewizja Kowala Wakuły) (Moskwa 1887)
  - Dama pikowa (Petersburg 1890)
  - Jolanta (Petersburg 1892)
- Balety
  - Jezioro łabędzie (Moskwa 1877)
  - Śpiąca królewna (Petersburg 1890)
  - Dziadek do orzechów (Petersburg 1892)
- Kompozycje orkiestrowe
  - Symfonie
    - I g-moll „Zimowe marzenia” op. 13 (1868)
    - II c-moll „Małorosyjska” op. 17 (1873)
    - III D-dur „Polska” op. 29 (1875)
    - IV f-moll zw. Fantastyczną op. 36 (1878)
    - V e-moll zw. Tajemniczą op.64 (1888)
    - VI h-moll zw. Patetyczną op. 74 (1893)
    - Symfonia „Manfred” op. 58 (1885)

  - Poemat symfoniczny 
    - Fatum op. 77 (1868)

  - Fantazje orkiestrowe 
    - Romeo i Julia (1869)
    - Burza op. 18 według Szekspira (1873)
    - Francesca da Rimini op. 32 (1883)

  - 4 suity orkiestrowe
    - I d-moll op. 43 (1879)
    - II C-dur op. 53 (1883)
    - III G-dur op. 55 (1884)
    - IV Mozartiana op. 61 (1887)

  - Suity z baletów 
    - Śpiąca królewna op. 66a
    - Dziadek do orzechów op. 71a (1892)
    - Kaprys włoski op. 45 (1880)
- Koncerty
  - Koncert skrzypcowy D-dur
  - I koncert fortepianowy b-moll, op. 23 (1874–1875)
należy do jednych z najbardziej znanych koncertów fortepianowych. Gdy Czajkowski zaproponował zagranie koncertu swojemu koledze z konserwatorium Nikołajowi Rubinsteinowi, ten odmówił, ponieważ utwór mu się nie spodobał. Prawykonanie miało miejsce w Bostonie 25 października 1875, a solistą był Hans von Bülow.
  - II koncert fortepianowy G-dur, op. 44
  - III koncert fortepianowy Es-dur
  - Wariacje na temat rokoko na wiolonczelę i orkiestrę
- Uwertury
  - Burza (według Ostrowskiego) 1864
  - Uwertura F-dur 1865
  - Uwertura c-moll 1866
  - Rok 1812 1880

Jedna z najpopularniejszych kompozycji Czajkowskiego, między innymi ze względu na charakterystyczny temat końcowy.
- - Hamlet (według Szekspira) 1888
  - Wojewoda (według Mickiewicza) 1891
- Pieśni
- Utwory kameralne
- Utwory fortepianowe np.
  - Album dla młodzieży op. 39

### Transkrypcja
Anatolij Iwanow – Album dziecięcy na perkusję, wydany w roku 1995.

## Upamiętnienie w Polsce
Piotr Czajkowski jest patronem ulicy w Bielsku-Białej, Bytomiu, Gdańsku, Łodzi na Widzewie, w Radomiu, Wałbrzychu oraz we Wrocławiu.